# Lago Balcache

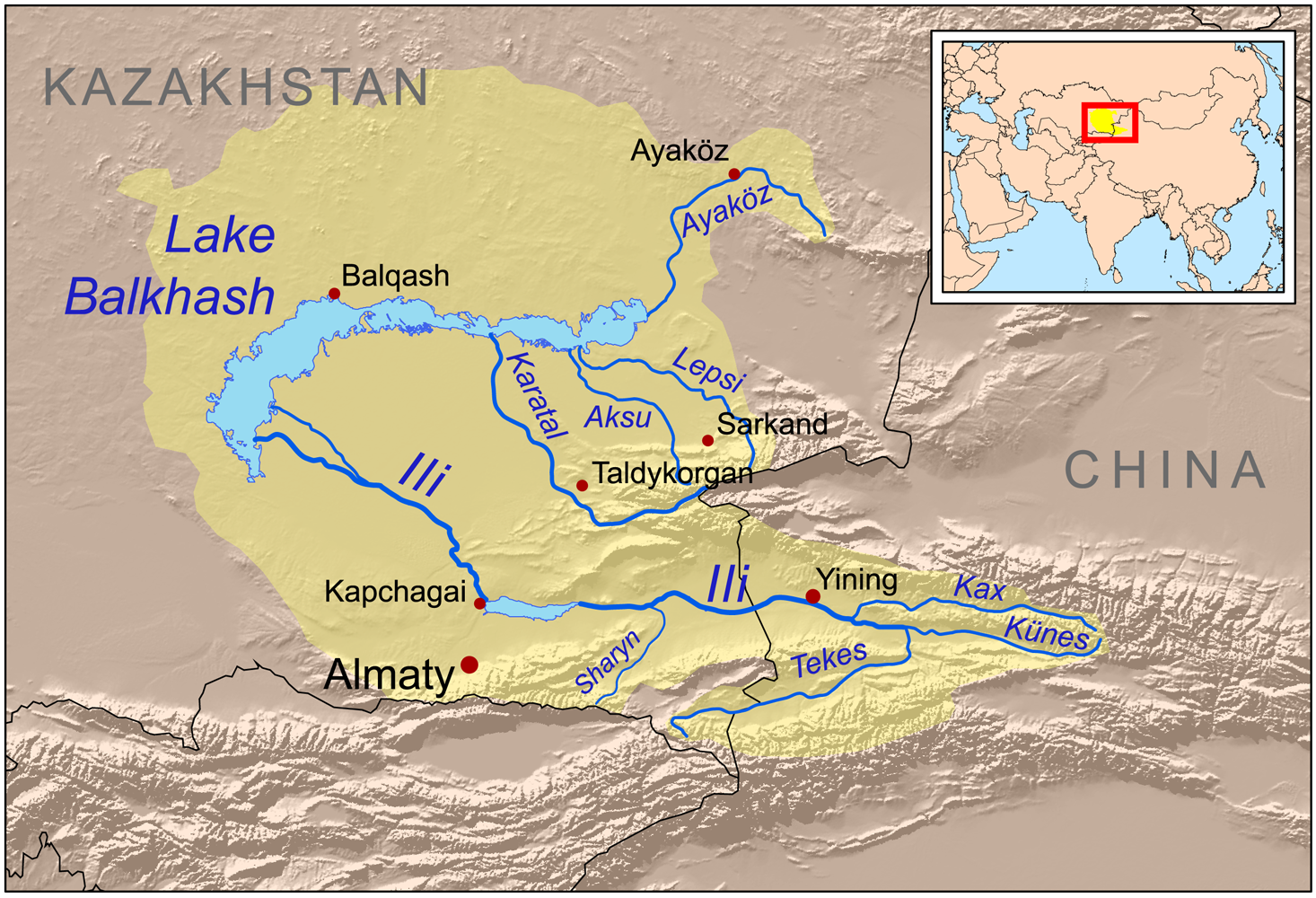
Área de drenagem do Lago Balchache.

Balcache (também grafado Balkhash ou Balkash; em cazaque:  Balqash Köli) é um lago endorreico que ocupa uma depressão cerrada na Ásia Central, na zona sul-oriental do Cazaquistão. Seu principal afluente é o rio Ili, recebendo mais água de outros sete rios de menor volume, como o rio Lepsa ou o rio Karatal. Forma parte da grande bacia endorreica da Ásia Central que inclui, entre outros, o mar Cáspio e o mar de Aral.

## Características
O lago cobre 16996 km² e sua altitude média é de 320 m. De forma similar a como sucede no Mar de Aral, o lago está reduzindo por causa do uso extensivo que se consome a água procedente de seus rios tributários. Podem-se diferenciar dois setores no lago: a zona ocidental de água doce e a oriental de água salgada. A profundidade média do lago é de 6 metros, e a máxima é de 25,6 metros. O lago permanece gelado no final de novembro até o princípio da primavera.

## História
Desde a data tão antiga como o ano 103 até o século VIII, o lago foi conhecido pelos chineses como Pu-Ku ou Bu-Ku. Durante a etapa de governo da dinastia Qing, o lago era a fronteira do noroeste da China. No entanto, em 1871, o lago e sua área circundante foram cedidos ao Império russo mediante um tratado desigual. Com a dissolução da União Soviética em 1991, o lago passou a formar parte do Cazaquistão. 

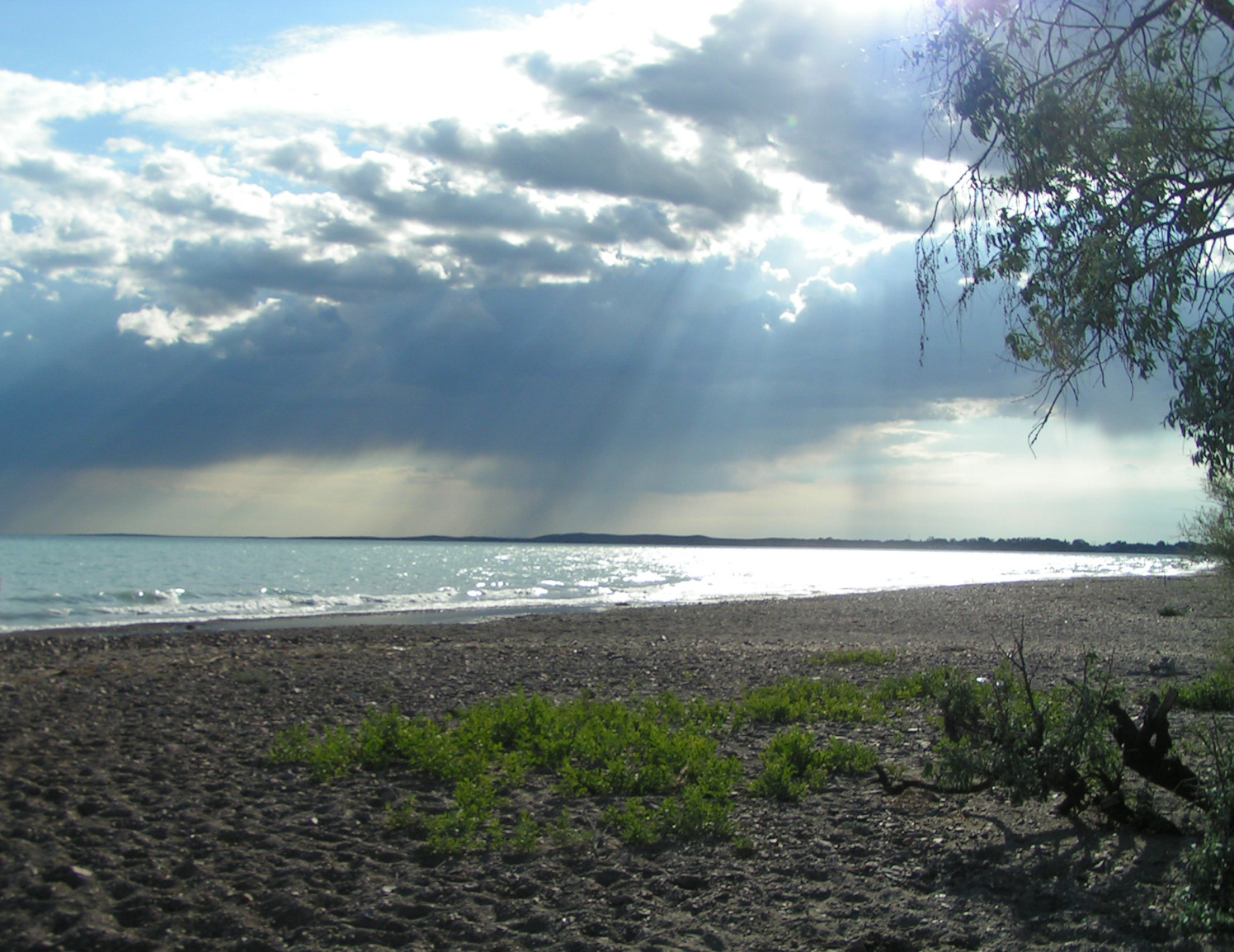
Vista do lago Balcache.

## Desenvolvimento econômico
As águas do rio Ili, do próprio lago e do resto de seus rios tributários, são de grande importância para o Cazaquistão devido ao seu uso agrícola e industrial. Existe uma hidroelétrica em Kaptchagayskoye, sobre o rio Ili, e, mesmo assim, existe atividade pesqueira no lago.

## Problemas ambientais e políticos
A medida que a população e o grau de industrialização no oeste da China cresce, e com as tradicionalmente pobres relações políticas entre a República Popular da China e o Cazaquistão, muito, provavelmente, o conflito pelas limitadas águas do rio Ili se intensificará. Disputas similares sobre o uso da água, conduziram à secagem do Mar de Aral, e o Balcache parece está seguindo um processo similar.
A contaminação das águas do Balcache está aumentado a medida que cresce a industrialização e a urbanização da zona. A extinção de espécies no lago na sua decrescente área, parte dos problemas derivados da pesca excessiva, são causas dos perigos falados entre as organizações ecológicas.